# ستيلث إنك 2: أغيم أوف كلونس
ستيلث إنك 2: أغيم أوف كلونس (بالإنجليزية: Stealth Inc 2: A Game of Clones)‏، هي لعبة فيديو بريطانية من نوع منصات والبقاء، تم تطويرها من ستوديو كورف، ونشرها كورف غيمز، صدرت اللعبة في الأسواق بتاريخ 30 أغسطس 2014، وتعمل على المنصات التالية: مايكروسوفت ويندوز وبلاي ستيشن 3 وبلاي ستيشن 4 وإكس بوكس ون ووي يو وبلاي ستيشن فيتا.